# Gabriello Chiabrera
Gabriello Chiabrera (18. června 1552, Savona – 14. října 1638, Savona) byl italský básník a libretista. Byl označován za „italského Pindara“.

## Život a kariéra
Chiabrera byl šlechtického původu, pocházel ze Savony v tehdejší Benátské republice. V devíti letech odešel do Říma, kde ho opatroval jeho strýc Giovanni, který se také postaral o jeho dobré vzdělání, zprvu domácími učiteli, posléze v jezuitské koleji, kde byl až do svých dvaceti let. Po smrti svého strýce vstoupil do služeb kardinála, posléze odešel do Florencie, kde žil ve službách Marie de' Medici. Zemřel ve věku osmdesáti pěti let.
Byl ovlivněn Ronsardem a starořeckými básníky, zejména Pindarem a Anakreónem, psal podle antických vzorů. Jeho první rozsáhlejší básní byla Gotiade, následovaly epické básně Amedeide, Firenze, Foresto a Ruggiero. Také napsal sbírku hrdinské lyriky Pindariche a sbírku milostné lyriky Anacreontiche, drobnější skladby náboženské, sonety, epitafy, drobné příležitostné verše a mnoho operních libret. Užíval antické veršové formy, často také blankvers. Pěstoval literární formu ódy. Byl členem Florentské cameraty.